# Benita Asas
Pour les articles homonymes, voir Asas.
Benita Asas Manterola, née à Saint-Sébastien en 1873 et morte à Bilbao en 1968, est une pédagogue et journaliste féministe républicaine espagnole.

## Biographie
Benita Asas naît le 4 mars 1873 au Pays basque. Elle étudie à Valladolid, puis enseigne à Bilbao avant de faire sa carrière à Madrid. C'est dans cette ville qu'elle passe sa vie active.
En 1910, elle publie son manuel intitulé Dios y el Universo. Libro de lectura instructiva para niños y niñas (Dieu et l'Univers. Livre de leçon instructive pour les garçons et les filles). Cet ouvrage éducatif encourage les jeunes - garçons et filles - à penser par eux-mêmes la religion et la patrie en rejetant les modèles conventionnels.
Le 15 octobre 1913, elle fonde avec Pilar Fernández Selfa le journal El Pensamiento Femenino (es) qu'elle dirige de 1913 à 1916.
Elle préside le comité directeur de l'Association Nationale des Femmes Espagnoles de 1924 à 1932.
Durant la  Seconde République d'Espagne (1931-1939), lors de la rédaction de la nouvelle constitution, elle est chargée de présenter aux Cortes un mémorandum sur le droit de vote des femmes devant la Commission constitutionnelle.
Elle est active à Madrid durant toute la guerre d'Espagne.
Lors de l'arrivée au pouvoir de Franco, lors de l'épuration, elle est suspendue de toutes ses fonctions d'enseignante en raison de ses idées féministes. Elle meurt le 21 avril 1968 à Bilbao.

## Postérité
Depuis le retour à la démocratie, des rues en Espagne portent le nom de celle qui est désignée comme étant la professeure féministe « infatigable ».